# Міранд (округ)
Округ Міранд (фр. Arrondissement de Mirande) — округ у Франції, в департаменті Жер. 2023 року округ об'єднував 165 муніципалітетів, населення становило 41 486 осіб.
Адміністративний центр (супрефектура) — Міранд.

## Муніципалітети
Список муніципалітетів округу та їхні коди INSEE:
1. Аверон-Бержель (32022)
2. Аже (32152)
3. Арблад-ле-Ба (32004)
4. Армантьє (32008)
5. Армуз-е-Ко (32009)
6. Арруед (32010)
7. Базюг (32034)
8. Баркюньян (32028)
9. Барран (32029)
10. Барс (32030)
11. Барселонн-дю-Жер (32027)
12. Бассу (32032)
13. Безю-Бажон (32053)
14. Беккас (32039)
15. Беллок-Сен-Кламан (32042)
16. Бельгард (32041)
17. Берду (32045)
18. Бернед (32046)
19. Бетплан (32050)
20. Блуссон-Сер'ян (32058)
21. Бомарше (32036)
22. Бузон-Жельнав (32063)
23. Буканьєр (32060)
24. Вергуаньян (32460)
25. Верлю (32461)
26. В'єлла (32463)
27. Вільконталь-сюр-Аррос (32464)
28. Вйозан (32466)
29. Галіакс (32136)
30. Гу (32151)
31. Дюрбан (32118)
32. Дюффор (32116)
33. Еньян (32001)
34. Есклассан-Лабастід (32122)
35. Естамп (32126)
36. Естіпуї (32128)
37. Же-Рив'єр (32145)
38. Жу-Беллок (32163)
39. Жуіяк (32164)
40. Ідрак-Респає (32156)
41. Ізотж (32161)
42. Кабас-Лумассе (32067)
43. Казо-Вільконталь (32099)
44. Кастекс (32086)
45. Кастельно-д'Англе (32077)
46. Кастельнаве (32081)
47. Каюзак-сюр-Адур (32070)
48. Клермон-Пуїгієс (32104)
49. Комон (32093)
50. Корнеян (32108)
51. Кулуме-Мондба (32109)
52. Курті (32111)
53. Кюелас (32114)
54. Лаас (32167)
55. Лабарт (32169)
56. Лабартет (32170)
57. Лабежан (32172)
58. Лаверае (32205)
59. Лагард-Ашан (32177)
60. Лагіан-Мазу (32181)
61. Ладевез-Рив'єр (32174)
62. Ладевез-Віль (32175)
63. Лаланн-Арке (32185)
64. Ламагер (32186)
65. Ламазер (32187)
66. Ланнюкс (32192)
67. Лассеб-Пропр (32201)
68. Лассерад (32199)
69. Лассеран (32200)
70. Ле-Бруй-Монбер (32065)
71. Лелен-Лапюжоль (32209)
72. Л'Іль-де-Ное (32159)
73. Луберсан (32215)
74. Луртьєс-Монбрен (32216)
75. Луслітж (32217)
76. Луссу-Деба (32218)
77. Малабат (32225)
78. Манан-Монтане (32228)
79. Манас-Бастанус (32226)
80. Маргуе-Мейм (32235)
81. Марсеян (32238)
82. Марсьяк (32233)
83. Маскарас (32240)
84. Массеб (32242)
85. Меян (32250)
86. М'єлан (32252)
87. Мірамон-д'Астарак (32254)
88. Міранд (32256)
89. Молішер (32244)
90. Момюссон-Лагіан (32245)
91. Мон-д'Астарак (32280)
92. Мон-де-Маррас (32281)
93. Монбардон (32260)
94. Монкассен (32263)
95. Монклар-сюр-Лосс (32265)
96. Монкорней-Гразан (32266)
97. Монлезен (32273)
98. Монлор-Берне (32272)
99. Монпардьяк (32275)
100. Монтегю-Аррос (32283)
101. Монтеск'ю (32285)
102. Монті (32287)
103. Монто (32278)
104. Монферран-Плавес (32267)
105. Муше (32293)
106. Ожан-Мурнед (32015)
107. Оз-Оссат (32020)
108. Олі (32153)
109. Орансан (32017)
110. Орбессан (32300)
111. Орнезан (32302)
112. Оссос (32468)
113. Палланн (32303)
114. Панассак (32304)
115. Плезанс (32319)
116. Понсампер (32323)
117. Понсан-Субіран (32324)
118. Прешак-сюр-Адур (32330)
119. Прожан (32333)
120. Пуї-Лубрен (32327)
121. Пуїдрагін (32325)
122. Пуїлебон (32326)
123. Рикур (32342)
124. Рискль (32344)
125. Сабазан (32354)
126. Садеян (32355)
127. Самаран (32409)
128. Самбуе (32427)
129. Сансан (32411)
130. Саркос (32413)
131. Саррагаші (32414)
132. Саррагюзан (32415)
133. Сегос (32424)
134. Сен-Бланкар (32365)
135. Сен-Жан-ле-Конталь (32381)
136. Сен-Жерме (32378)
137. Сен-Жустен (32383)
138. Сен-Кристо (32367)
139. Сен-Мартен (32389)
140. Сен-Медар (32394)
141. Сен-Мішель (32397)
142. Сен-Мон (32398)
143. Сен-Мор (32393)
144. Сент-Арроман (32361)
145. Сент-Дод (32373)
146. Сент-Елікс-Те (32375)
147. Сент-Оні-Лангрос (32362)
148. Сент-Оранс-Казо (32363)
149. Сент-Ост (32401)
150. Сер (32430)
151. Сессан (32426)
152. Совіак (32419)
153. Сьєрак-е-Флуре (32422)
154. Тарсак (32439)
155. Таск (32440)
156. Ташуар (32438)
157. Терм-д'Арманьяк (32443)
158. Тіяк (32446)
159. Траверсер (32454)
160. Тронсан (32455)
161. Турден (32450)
162. Тьєст-Юранюкс (32445)
163. Фаже-Аббас'яль (32130)
164. Фюстеруо (32135)
165. Шелан (32103)